# Alexej Alexandrovič Starobinskij
Alexej Alexandrovič Starobinskij (rusky Алексей Александрович Старобинский, 19. dubna 1948 – 21. prosince 2023) byl sovětský, posléze ruský astrofyzik a kosmolog. Společně s Alanem Guthem a Andrejem Lindem získal Kavliho cenu za astrofyziku za průkopnickou teorii kosmické inflace.

## Život
Alexej Alexandrovič Starobinskij studoval na Lomonosovově univerzitě u Jakova Borisoviče Zeldoviče. V roce 1972 zde získal bakalářský titul. K doktorskému studiu nastoupil na Landauův institut pro teoretickou fyziku, kde byl vedoucím vědeckým pracovníkem. V letech 1990–1997 byl vedoucím oddělení gravitace a kosmologie a v letech 1999–2003 náměstek ředitele ústavu.
V 70. letech 20. století Starobinskij pracoval na problematice kreace částic v raném vesmíru a vyzařování z rotujících černých děr. V roce 1979 se stal průkopníkem inflace v ruském prostředí. Tato inflační fáze předpokládá prudké rozepnutí vesmíru, kvadrilionkrát rychleji než je rychlost světla. V západoevropském a americkém prostředí je za průkopníka teorie ze stejného období považován Alan Guth.
V roce 1991 byl hostujícím vědcem na École normale supérieure, v roce 2006 na Institutu Henriho Poincaré, v letech 1994 a 2007 na Kjótské univerzitě a v letech 2000 a 2001 na Tokijské univerzitě.
Starobinskij byl členem Ruské akademie věd. Od roku 1991 působil jako spolueditor časopisu Journal of Experimental and Theoretical Physics a rovněž několika dalších periodik, například International Journal of Modern Physics D.

## Ocenění
V roce 2010 získal medaili Oskara Kleina, v roce 2013 Gruberovu cenu za kosmologii. Následující rok získal Kavliho cenu za astrofyziku. 